# Carmen Susana Dujim Zubillaga
Susana Dujim (nascida Carmen Susana Dujim Zubillaga; Barcelona, 11 de agosto de 1936 — Porlamar, 18 de junho de 2016) foi uma modelo e rainha de beleza da Venezuela que venceu o Miss Mundo 1955, evento realizado no Lyceum Ballroom de Londres.
Ela foi coroada pela atriz Eunice Gayson, uma vez que sua antecessora, a egípcia Antigone Costanda, não esteve em Londres devido ao conflito entre os dois paíse pelo Canal de Suéz.
Susana foi a primeira do Continente Americano – e assim da América Latina e de seu país - a levar o título.

## Biografia
Susana era filha de Ibraham Duijm, um imigrante judeu do Suriname, e da espanhola Carmen Zubillaga. 
Antes de participar do Miss Venezuela, trabalhava como recepcionista, porém, após sua vitória nos concursos de beleza, tornou-se famosa e trabalhou como modelo, inclusive em Paris e NY, atriz, inclusive no México, Itália e Espanha, e apresentadora de TV e de rádio, sendo que na época de sua morte, aos 79 anos, ainda apresentava o  "De todo a tono con Susana" na rádio "Súper Stereo 98.1".
Na época em que foi “descoberta”, numa parada de ônibus, vivia em Colinas de Bello Monte, em Caracas. Tinha apenas 18 anos quando se inscreveu para participar do Miss Venezuela. "Todas as tardes eu ia a Chacaíto para esperar o ônibus e um dia se aproximou um senhor, Héctor Briceño, para me perguntar se eu não queria participar de um concurso de beleza", escreveu a Hola USA.
Casou-se em 1961 com o publicitário argentino Martín del Calle Cerruti, do qual se divorciou em 1968. O casal teve três filhos: Carolina, Marianella e José Martín.
Nos últimos anos de sua vida morou em Isla Margarita, onde faleceu em 18 de junho de 2016, após ficar alguns dias internada e em coma depois de sofrer um AVC.

## Participação em concursos de beleza

### Miss Venezuela 1955
“Os organizadores do Miss Venezuela achavam que eu não tinha chances, mas então na noite do concurso, em 09 de julho de 1955, os jurados decidiram que a preferida do público venceria. Assim, ganhei graças aos aplausos”, disse ao Panorama, da Venezuela, em 2015. Ela também revelou que jamais ganhou o prêmio principal, um carro zero. “Apenas me deram algumas roupas bem simples”, disse.

### Miss Universo 1955
Eleita Miss Venezuela 1955, ela participou do Miss Universo 1955, onde foi semifinalista, parando no Top 15. Foi durante o Miss Universo que os organizadores do Miss Mundo a convidaram para participar do concurso que seria realizado em Londres meses depois. 

### Miss Mundo 1955
No Miss Mundo 1955, realizado em Londres no dia 20 de outubro daquele ano, ela derrotou outras 20 candidatas e levou o título. 
Ao jornal Panorama ela disse que sua vitória no Miss Venezuela e no Miss Mundo foi uma surpresa. “Foi uma ‘pancada’. Jamais imaginei que iria ser rainha de beleza porque nesta época concorriam apenas moças da alta sociedade e eu era apenas uma recepcionista”.
Também revelou que chegou 15 dias antes do concurso, por se equivocar com a data, e que ficou chorando no aeroporto. Um jornalista a teria ajudado, fazendo umas fotos que foram estampadas no jornal no qual trabalhava com o título de “Beleza latina perdida na neblina de Londres”. Foram também os responsáveis por este jornal que entraram em contato com a Organização Miss Mundo. “Quando ganhei o Miss Mundo, o mesmo jornal estampou: 'a nossa menina ganhou'.”, disse. 
Como prêmio, ela recebeu um carro zero, 500 libras esterlinas e uma viagem de 15 dias por Paris. 

## Vida após os concursos de beleza
Após sua vitória nos concursos de beleza, tornou-se famosa e trabalhou como modelo, inclusive em Paris e NY, atriz, inclusive no México, Itália e Espanha, e como apresentadora de TV e de rádio, sendo que na época de sua morte, aos 79 anos, ainda apresentava o  "De todo a tono con Susana" na rádio "Súper Stereo 98.1".
Casou-se em 1961 com o publicitário argentino Martín Martín del Calle Cerruti, do qual se divorciou em 1968. O casal teve três filhos: Carolina, Marianella e José Martín.
Nos últimos anos de sua vida morou em Isla Margarita, onde faleceu e está enterrada. 

## Curiosidades
- A imprensa muitas vezes se refere a ela como "Cinderela Venezuelana" (em espanhol: Cenicienta Venezolana), título que ela mesma teria usado após vencer os concursos de beleza por sua peculiar história;
- Sua filha Carolina participou do Miss Venezuela 1983, representando Apure, ficando em segundo lugar. Meses depois, no Miss Mundo 1983, ela não obteve classificação;
- Susana foi a primeira venezuelana a vencer o Miss Mundo, tendo sido depois seguida por outras 5 vitoriosas: Pilin León, Astrid Carolina Herrera, Ninibeth Beatriz Leal Jimenez, Jacqueline Aguillera e Ivian Sarcos.